# Lisbeth Salander
Lisbeth Salander (30 d'abril de 1978) és un personatge de ficció creat pel novel·lista suec Stieg Larsson. Es tracta de la protagonista femenina de la trilogia literària Millennium, publicada el 2005. En aquestes novel·les comparteix protagonisme amb la figura del periodista especialitzat en economia Mikael Blomkvist. El personatge de Salander ha estat descrit com a "cara del nou feminisme"," nova heroïna del segle xxi" o "metàfora de la subversió cultural".

## Descripció
A Millenium té vint-i-quatre anys, però sembla molt més jove. De complexió prima (quaranta quilos de pes per a poc més d'un metre i mig d'alçada), Salander cultiva una estètica que es pot definir entre gòtica i punk. Té pírcings a la cella, la llengua, el nas, el melic i les orelles, així com diversos tatuatges. Els més cridaners són un gran drac que li creua l'esquena i una petita vespa al coll, aquest darrer fa referència al seu malnom a Internet: wasp (vespa, en anglès). Els altres tatuatges són petits i discrets, un símbol oriental al maluc, una rosa a la cuixa, un cordó al voltant del braç i un al turmell. És pèl-roja natural, de pell molt blanca, però es tenyeix els cabells, molt curts, de negre, el que la fa semblar encara més blanca. També sol vestir de negre, amb samarretes amb missatges, texans, minifaldilles texanes o pantalons ajustats negres, botes militars i una xupa de cuir negre. Té una moto Kawasaki de 125 cc, que condueix als estius.
El seu sentit de la propietat privada (dels altres) és molt lax, així com el sentit d'ètica quan ha d'investigar la vida privada d'altres persones, però és molt reservada. Escolta, però no li agrada parlar, ni que se sàpiga res d'ella. Fumadora empedreïda i de tendències bisexuals, Lisbeth Salander és descrita com a posseïdora d'una intel·ligència i sensibilitat extraordinàries i de memòria fotogràfica. És experta en informàtica i té unes habilitats com a furonera insuperables a Suècia. El 1991 va ser tancada al psiquiàtric per intentar assassinar el seu pare Zalaixenco. Durant l'adolescència i la joventut va practicar boxa.
Tot i la seva intel·ligència fora del comú, Salander té problemes per relacionar-se en societat amb normalitat (l'autor suggereix que podria patir la síndrome d'Asperger) i problemes emocionals des de la seva infantesa. Així, tot i  comprendre bé i intuir amb rapidesa els sentiments d'altres persones quan investiga, no sap interaccionar normalment amb altres persones. En interaccions normals, es mostra callada, introvertida, evitant el contacte físic. La seva baixa autoestima i els seus antecedents amb la policia i altres entitats administratives fan que sempre estigui a la defensiva i que no confiï en ningú. Aquestes experiències, junt amb el fet d'haver estat víctima de violència sexual i no sexual, porten al fet que Salander senti odi envers els homes que maltracten les dones, i empatia envers les víctimes. No dubta a fer servir la violència contra els seus atacants. Més impulsiva al principi, amb el temps i molts cops va aprendre a planificar bé les seves venjances personals. Sent conscient de la seva petita constitució, no dubta a fer servir diferents armes.
El seu atractiu físic, junt amb el seu aspecte fràgil i infantil, crea sentiments paternals en molts homes. Això, sumat al seu caràcter tancat i introvertit, a la seva fragilitat emocional i a la seva imatge la converteixen, en paraules d'un dels seus protectors, en la "víctima perfecta" d'alguns homes sense escrúpols.

## Lisbeth Salander al cinema
A l'adaptació cinematogràfica d'Els homes que no estimaven les dones, el primer llibre de la trilogia, el paper de Lisbeth Salander l'interpreta l'actriu sueca de pare espanyol Noomi Rapace. Rapace va preparar el personatge entrenant-se en les disciplines de la boxa i del kickboxing, i es va haver de fer diverses perforacions al cos. Per a la versió estatunidenca es va valorar l'actriu britànica Carey Mulligan, però el director David Fincher la descartà finalment perquè era "massa formal". El paper al remake fou finalment per a Rooney Mara.

## Pàgines d'interès
- La seva fitxa a IMDb Arxivat 2009-03-07 a Wayback Machine. (anglès)
- Pàgina web sobre Lisbeth Salander
- Pàgina web sobre l'actriu Noomi Rapace (castellà)